# مونت ورنن (اورگن)
مونت ورنن (به انگلیسی: Mount Vernon) شهری در شهرستان گرنت ایالت اورگن است و در سرشماری سال ۲۰۱۱ میلادی، ۵۲۷ نفر جمعیت داشته که نسبت به سال ۲۰۱۰، −۰٫۳۸ درصد رشد جمعیت داشته‌است.